# Fronteira Libéria–Serra Leoa
A fronteira entre Libéria e Serra Leoa é a linha que limita os territórios da Libéria e da Serra Leoa possuindo 299 km (185 m) de comprimento e vai da tríplice fronteira com a Guiné no nordeste até o Oceano Atlântico no sudoeste. 
Começando junto da Costa da Pimenta, no Atlântico Oriental, segue os percursos dos rios Mano e Morro, seguindo depois por trecho não-fluvial até à tríplice fronteira de ambos os países com a Guiné, e que se situa a leste de Koindu (Libéria).
Entre 2014 e 2015, foi fechada devido a uma epidemia de Ebola.